# Onosma tenuiflorum
Onosma tenuiflorum är en strävbladig växtart som beskrevs av Carl Ludwig von Willdenow. Onosma tenuiflorum ingår i släktet Onosma och familjen strävbladiga växter. Inga underarter finns listade i Catalogue of Life.